# Imitadora (canción)
"Imitadora" es una canción del cantante y compositor estadounidense Romeo Santos. La canción fue escrita por Philip (Taj) L. Jackson y Romeo Santos y dirigida por Carlos Dalmasí, con producción dirigida por Allen Ritter, Romeo Santos, Frank Dukes y Vinylz. Fue lanzado el 23 de junio de 2017 a través de Sony Music Latin, como el segundo sencillo lanzado del tercer álbum de estudio de Santos, Golden.

## Vídeo musical
El 13 de julio de 2017, Santos lanzó un teaser tráiler del lanzamiento del próximo vídeo musical en Instagram. Cuenta con la participación de la presentadora de televisión colombiana Jéssica Cediel. En este video, se muestra a Romeo Santos y Jessica besándose sensualmente y contiene escenas de desnudos, por lo que el video fue considerado "no apto para menores de edad".

## Recepción
Leila Cobo de Billboard escribió: "'Imitadora' es la cosecha Romeo en sus letras intrincadas sensual / sexual, su narración y sentido del drama envuelto con un gran coro". Ellos consideraban la canción como "una súplica desesperada de un hombre a la mujer que lo amó una vez y que ahora ha cambiado más allá del reconocimiento." Shirley Gomez de IBT Media Latin Times llamó a la canción "una bachata en el estilo único de Santos, una fusión de ritmos que hace el sonido de la bachata del cantante-compositor. Isabelia Herrera de Remezcla escribió que la canción es "un regreso fuerte para Romeo, un seguimiento más potente de la serenata bachata jazzística 'Héroe Favorito'".

## Certificaciones
| País   | Organismo certificador | Certificación | Ventas certificadas | Ref.  |
| ------ | ---------------------- | ------------- | ------------------- | ----- |
| México | AMPROFON               | 2× Platino    | 120 000             | [ 5 ] |

## Edit Viral
La versión original y su versión slowed se volvieron viral gracias a un edit. hecho a partir de escenas de la OVA de Sonic The Hedgehog con el personaje de Metal Sonic.